# شهدخوار پشت‌زیتونی
شهدخوار پشت‌زیتونی (نام علمی: Cinnyris jugularis) نام یک گونه از سرده ریزشهدخوارها است.